# Pseudoterpna atropunctaria
Pseudoterpna atropunctaria là một loài bướm đêm trong họ Geometridae.